# La Maison aux esprits
Pour plus de détails, voir Fiche technique et Distribution.
La Maison aux esprits (Das Geisterhaus) est un film dramatique germano-dano-portugais réalisé par Bille August sorti en 1993. Il s'agit d'une adaptation du roman homonyme d'Isabel Allende, publié en 1982.
Le film raconte la vie d'une petite fille puis d'une jeune femme nommée Clara, de 1928 jusqu'au coup d'État de 1973 qui a mené à la dictature militaire au Chili, ainsi que les souvenirs de son histoire familiale, principalement la montée au pouvoir économique et politique de son mari, Esteban Trueba. Le film a remporté plusieurs prix.
Les rôles principaux sont interprétés par Jeremy Irons, Meryl Streep, Glenn Close, Winona Ryder, Antonio Banderas et Vanessa Redgrave.
Le film fut réalisé en partie au Danemark, mais d'autres scènes ont été également tournées à Lisbonne et en Alentejo au Portugal.

## Synopsis
L'histoire se situe en Amérique du Sud, au Chili. Clara De Valle est une petite fille qui, grâce à un don de clairvoyance, est capable de prédire l'avenir. Issue d'une famille aisée de Santiago, elle a une grande sœur, Rosa,  promise à Esteban, un jeune mineur à qui l'avenir sourit depuis qu'il a trouvé de l'or. Rosa meurt mystérieusement, ce qui plonge Clara dans un grand désarroi, car elle se croit responsable de sa mort et décide de se taire à jamais. 
20 ans plus tard, le chemin de Clara croise à nouveau celui d'Esteban qui, fortune faite, est devenu propriétaire de la hacienda nommée Tres Marías. Elle l'épouse et devient très proche de la sœur d'Esteban, Férula. De leur union nait une petite fille, Blanca. 
La vie est belle à Tres Marías, mais la révolte gronde parmi les ouvriers, et Blanca n'est pas insensible au charme du meneur, Pedro, son amour d'enfance.

## Fiche technique
- Titre : La Maison aux esprits
- Titre original : Das Geisterhaus
- Réalisation : Bille August
- Scénario : Annemarie Aaes et Bille August, d'après le roman homonyme de Isabel Allende
- Décors : Soren Gam
- Costumes : Barbara Baum
- Musique : Hans Zimmer
- Photographie : Jörgen Persson
- Montage : Janus Billeskov Jansen
- Production : Bernd Eichinger
- Société de distribution : Miramax Films
- Budget : 40 000 000 USD
- Pays de production :  Allemagne,  Danemark et  Portugal
- Format : Couleurs
- Genre : Drame
- Durée : 140 minutes
- Date de sortie :
  - France : 23 mars 1994

## Distribution
- Meryl Streep (VF : Évelyne Séléna) : Clara del Valle Trueba
- Glenn Close (VF : Frédérique Tirmont) : Férula Trueba
- Jeremy Irons (VF : Jean Lagache) : Esteban Trueba
- Winona Ryder (VF : Claire Guyot) : Blanca Trueba
- Antonio Banderas (VF : Pierre-François Pistorio) : Pedro Tercero García
- Vanessa Redgrave (VF : Jacqueline Porel) : Nívea del Valle
- Maria Conchita Alonso (VF : Juliette Degenne) : Tránsito Soto
- Armin Mueller-Stahl (VF : Jean-Pierre Moulin) : Severo del Valle
- Jan Niklas (VF : Jacques Brunet) : le Comte Jean de Satigny
- Sarita Choudhury (VF : Liliane Gaudet) : Pancha García
- Joaquín Martínez (VF : Serge Lhorca) : Segundo
- Hans Wyprächtiger (VF : Christian Pelissier) : Dr Cuevas
- Grace Gummer (VF : Amelie Morin) : Clara jeune
- Joost Siedhoff (VF : Georges Berthomieu) : Père Antonio
- Dennys Hawthorne (VF : William Sabatier) : l'homme politique
- Vincent Gallo (VF : Julien Kramer) : Esteban García
- Teri Polo : Rosa del Valle
- Géraldine Chaplin fait une courte apparition dans le film

### Note
Évelyne Séléna est normalement la voix française régulière de Glenn Close tandis que Frédérique Tirmont est celle de Meryl Streep. Ici, les deux comédiennes françaises s'échangent leurs rôles.

## Accueil

### Box-office
Le film est un échec commercial aux États-Unis, engrangeant 6,3 millions de dollars, pour un budget de 40 millions de dollars.

## Distinctions

### Récompenses
- Bayerischer Filmpreis
- German Film Awards
- German Phono Academy
- Golden Screen
- Guild of German Art House Cinemas
- Havana Film Festival
- Robert Festival :
  - Best Editing (Årets klipning) : Janus Billeskov Jansen
  - Best Film (Årets danske spillefilm) : Bille August
  - Best Screenplay (Årets manuskript) : Bille August
  - Best Sound (Årets lyd) : Niels Arild